# Maida Vale
Maida Vale ist ein Stadtteil der britischen Hauptstadt London. Es gehört zur City of Westminster und deckt unter anderem Teile Paddingtons ab. Maida Vale gilt seit Beginn des 20. Jahrhunderts als eines der wohlhabenden Quartiere Londons. Das Straßenbild ist an vielen Stellen von Wohnhäusern in Viktorianischer und Edwardischer Architektur geprägt. In Maida Vale liegt auch Little Venice, ein von Kanälen durchzogenes Wohnviertel.

## Name
Der Name Maida Vale ist seit dem 19. Jahrhundert dokumentiert. Er leitet sich von dem 1810 lizenzierten Pub The Maida ab, der zu dieser Zeit an der Edgware Road stand. Der Name des Pubs bezieht sich auf den britischen Generalleutnant Sir John Stewart, der in der Öffentlichkeit als Hero of Maida (Held von Maida) bezeichnet wurde, nachdem sein Regiment im Juli 1804 in der Nähe der kalabrischen Ortschaft Maida die Truppen Napoleons besiegt hatte. Die als Schlacht von Maida bekannt gewordene Auseinandersetzung war Teil der Napoleonischen Kriege. In den folgenden Jahrzehnten erhielten einige Straßenzüge in der Gegend Namen, die den Bestandteil Maida enthielten, etwa Maida Hill East als Teil der Edgware Road und die Maida Avenue, die den Regent’s Canal flankiert. Der Namensbestandteil „Vale“ bezeichnet im Englischen ein Tal.

## Geografie

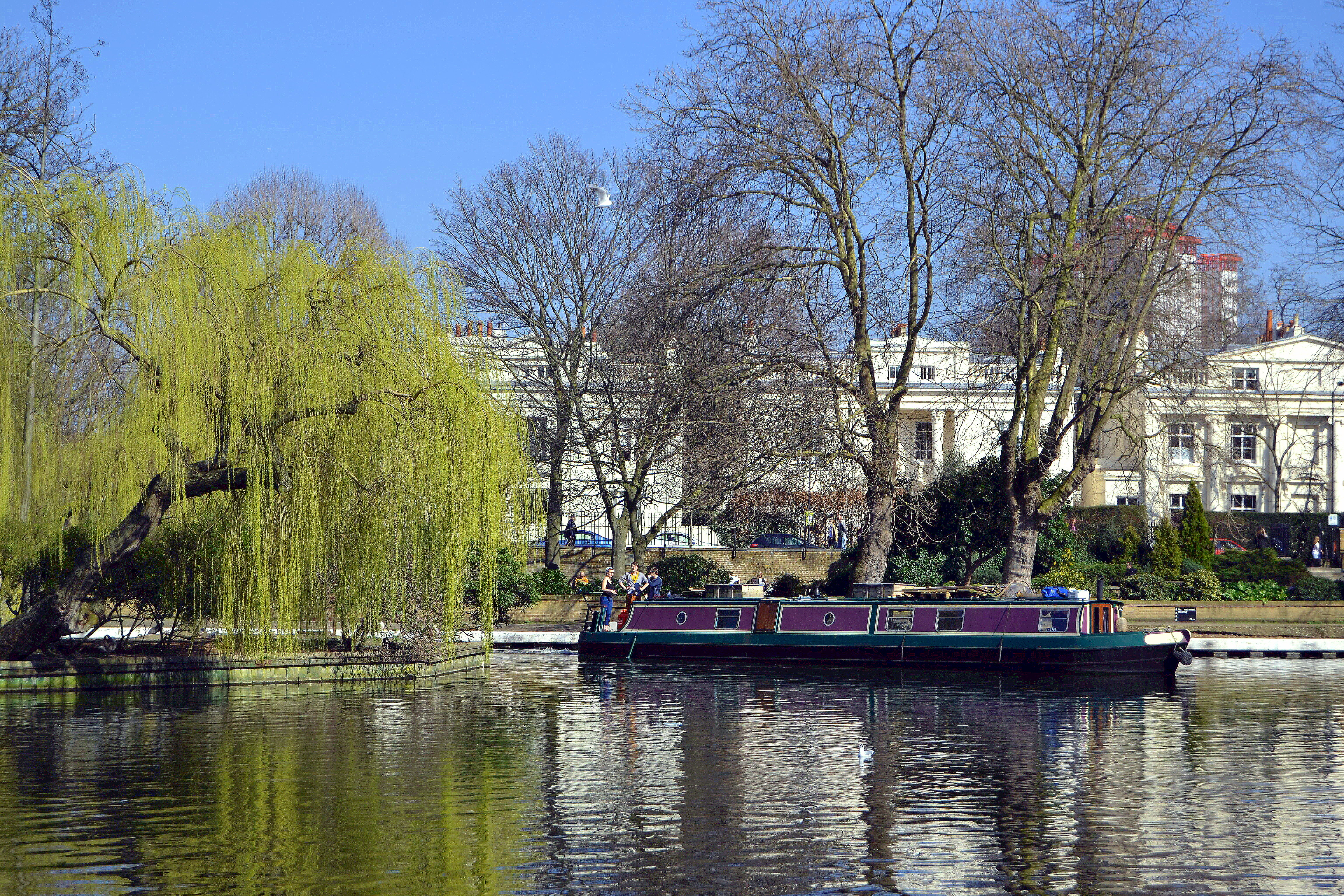
Bassin am Grand Junction Canal, im Hintergrund der Park Rembrandt Gardens

Maida Vale erstreckt sich über eine Fläche von etwa 1 km². Benachbarte Stadtteile sind im Norden Kilburn und im Osten St. John’s Wood. Die südliche Grenze bildet der Regent’s Canal, an den sich Westbourne Green anschließt. Außer dem Regent’s Canal zieht auch ein Teil des Grand Union Canal, der im 19. Jahrhundert noch Grand Junction Canal hieß, durch Maida Vale. Am Treffpunkt beider Kanäle liegt ein Bassin. Dieser Bereich des Stadtteils wird auch als Little Venice bezeichnet.
Maida Vale hat einige öffentliche Gärten, unter ihnen Crescent Garden und Rembrandt Gardens. Östlich grenzt Lord’s Cricket Ground an Maida Vale, eines der traditionsreichsten Stadien für Cricket im Vereinigten Königreich.
In Maida Vale gibt es mehrere Haltestellen der London Underground. Die auf der Bakerloo Line liegende Station Maida Vale wurde 1915 eröffnet. Sie liegt an der Kreuzung von Elgin Avenue und Randolph Road. Der von Stanley Heaps entworfene Eingang ist mit glasierten Terracottaziegeln verkleidet. Die seit 1987 unter Denkmalschutz stehende Station wurde 2006 restauriert. Außerdem liegt die Haltestelle Warwick Avenue in Maida Vale.
Der Stadtteil führt den Postcode W9.

## Geschichte

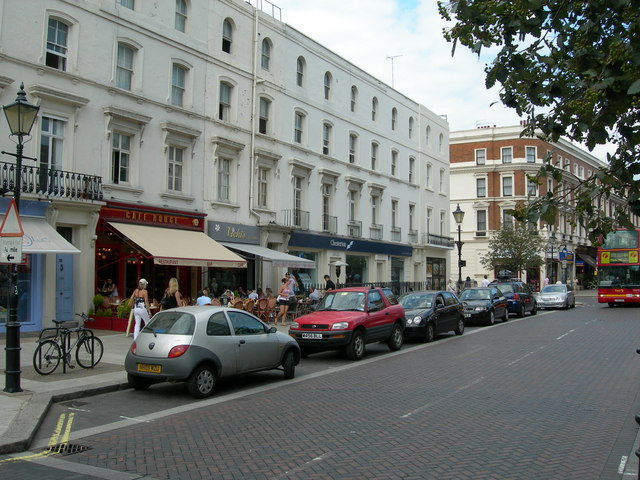
Pseudo-italienischer Stil: Häuserzeile an der Clifton Road in Maida Vale

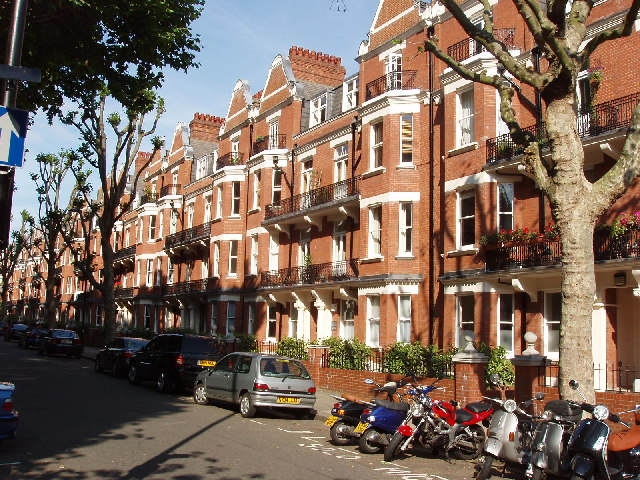
Edwardianische Architektur in Maida Vale

Das heutige Maida Vale lag bis zum Ende des 18. Jahrhunderts außerhalb der Stadtgrenze Londons und war unbebautes Weideland. Das Gebiet wurde von dem seinerzeit noch oberirdisch verlaufenden River Westbourne durchzogen. Ein Teil der Landflächen gehörte dem Bischof von London. Ab 1795 war das Gebiet zur Bebauung freigegeben, allerdings blieb es noch für fast ein weiteres Jahrzehnt naturbelassen. Auslöser für den Beginn der Bebauung war letztlich die Errichtung des Grand Junction Canal 1801, der einen Teil des Gebietes durchzieht.
Die Grundflächen im heutigen Maida Vale blieben zunächst im Eigentum der Diözese. Anfänglich organisierte sie die Erschließung des Gebietes selbst, ab 1835 übernahmen die Ecclesiastical and Church Estates Commissioners for England diese Aufgabe. Sie überließen den Nutzern die Grundstücke in den folgenden Jahrzehnten üblicherweise über langfristige Miet- oder Pachtverträge (leases).
Ab etwa 1805 entstanden, von Paddington ausgehend, die ersten Landhäuser und auch der Pub Hero of Maida, der dem Gebiet später seinen Namen geben sollte. Bis zur Mitte des 19. Jahrhunderts gab es keine geschlossene Bebauung. Erst ab 1860 trieben Investoren wie Hugh Biers und Edward Vigers den Wohnungsbau intensiv voran. Im Umfeld der Kanäle entstanden zahlreiche meist dreigeschossige, weiß verputzte oder gestrichene Reihenhäuser in „pseudo-italienischem Stil.“ Der nördlich des Grand Junction Canal gelegene Teil war dagegen zunächst weiter nur lückenhaft bebaut. In den 1880er-Jahren wurden dann aber auch hier größere Reihenhauskomplexe errichtet, darunter 90 Gebäude an der Kilburn Road und 50 in Sutherland Gardens. Sie griffen den italienisierten Stil der älteren Bebauung nicht durchgängig auf; viele der jüngeren Gebäude hatten Fassaden aus rotem oder mehrfarbigem Backstein.
Vergleichsweise hohe Miet- bzw. Pachtkosten zwischen 200 und 1000 £ führten im ausgehenden 19. Jahrhundert zur Ansiedlung wohlhabender Bewohner; allerdings erreichte der Stadtteil nicht die Strahlkraft der citynahen Gegenden um den Hyde Park. Zu den Bewohnern Maida Vales gehörten um die Jahrhundertwende zahlreiche Schriftsteller wie Thomas Mayne Reid und John Davidson sowie bildende Künstler. Hinzu kamen mehrere indische Würdenträger, unter ihnen ein Rajah von Kodagu. Obwohl in der ersten Hälfte des 20. Jahrhunderts die letzten Baulücken geschlossen wurden, war die Bevölkerungsdichte in Maida Vale noch immer niedriger als im übrigen Paddington. Maida Vale behielt auch in der Zwischenkriegszeit seinen Ruf als gehobener Stadtteil. 1921 etwa wurde er als „einer von Londons begehrtesten Vororten“ beschrieben. Allerdings entstanden kurz vor Ausbruch des Zweiten Weltkriegs in den nördlichen Randbereichen auch preiswerte Wohnungen für Arbeiter.

Nach dem Ende des Krieges erfuhr Maida Vale zunächst keine konsequente stadtplanerische Weiterentwicklung; nur unregelmäßig wurden Stadthäuser durch größere Wohnkomplexe ersetzt. Eine Strukturänderung stand allerdings zu Beginn der 1980er-Jahre an, als die Diözese mehr als 2000 Häuser und Wohnungen zum Verkauf stellte. Obwohl den aktuellen Nutzern ein Preisnachlass von 20 Prozent angeboten wurde, verlief der Verkauf schleppend. Bis 1985 waren erst zwei Drittel der angebotenen Einheiten veräußert. Das Ansteigen der Immobilienpreise ab dem Ende der 1980er-Jahre machte sich auch in Maida Vale und hier insbesondere im besonders attraktiven Little Venice bemerkbar. Eine Reihe von Immobilien wurde hier von Investoren übernommen und in hochpreisige Eigentumswohnungen umgewandelt.

## Die jüdische Gemeinde in Maida Vale
Im ausgehenden 19. Jahrhundert lebte in Maida Vale eine große jüdische Gemeinde. 1880 war etwa ein Fünftel der Einwohner Juden. Am Rande des Stadtteils stand die 1863 eröffnete Bayswater Synagoge, die während des Zweiten Weltkriegs bei einem Luftangriff zerstört wurde.

## Little Venice

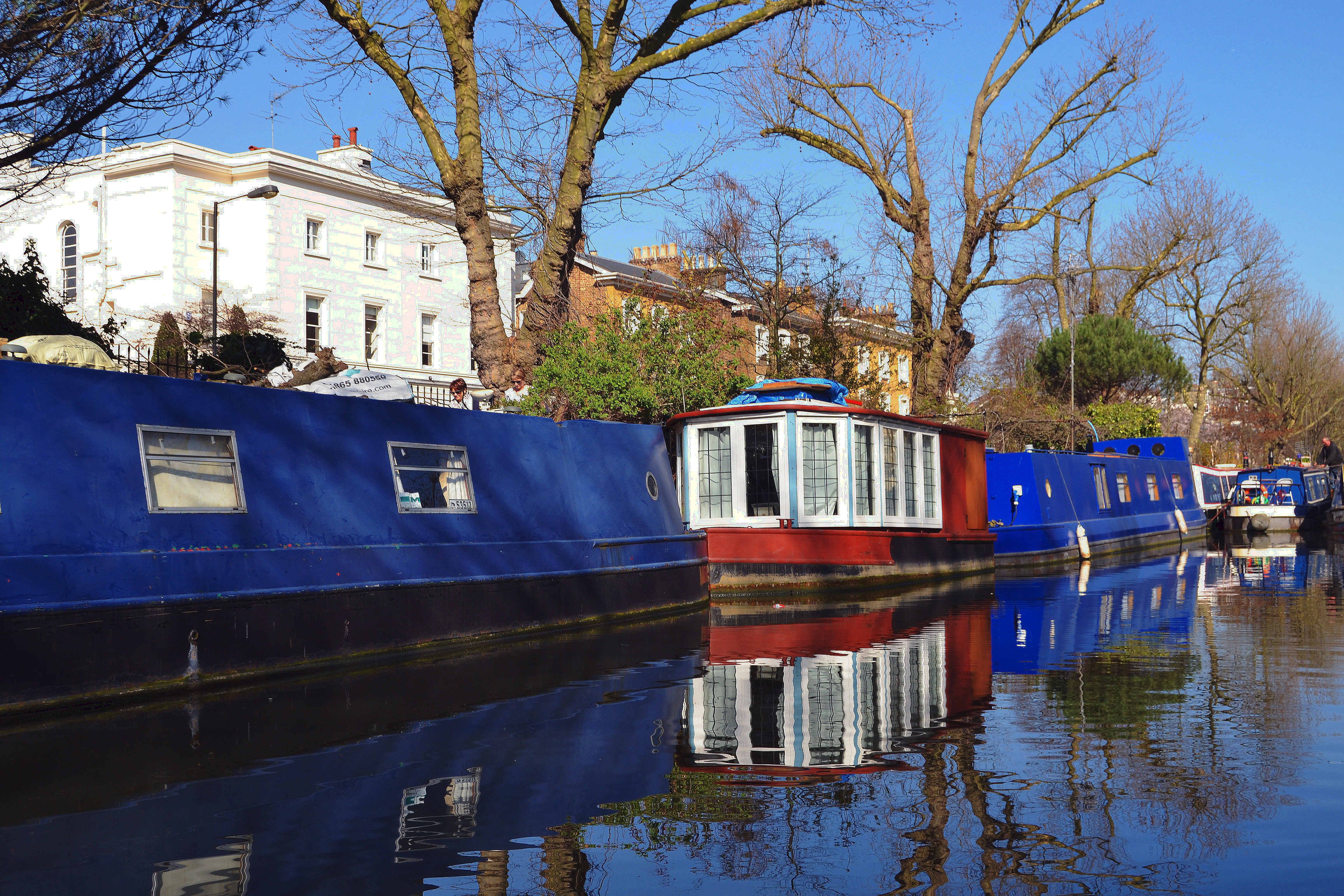
Narrowboats in Little Venice

Als Little Venice wird seit dem frühen 20. Jahrhundert ein nicht klar umgrenzter Teil Maida Vales bezeichnet, der von Kanälen durchzogen ist. Die Gegend gilt als besonders pittoresk und ist ein Touristenmagnet.
Der Begriff Venice nimmt auf die italienische Lagunenstadt Venedig Bezug. Auf wen dieser Vergleich zurückgeht, ist unklar. Einige sehen den britischen Poeten Robert Browning als Urheber an, andere Lord Byron. Erst in den 1930er-Jahren wurde daraus Little Venice. Die Ergänzung wird oft auf Margery Allinghams Roman Wenn Geister sterben (Originaltitel: Death of a Ghost) zurückgeführt, in dem ein so bezeichnetes Haus mit Kanalblick eine Rolle spielt.
In Little Venice kreuzen sich der Paddington-Arm des Grand Union Canal und der Regent’s Canal. In den 1810er-Jahren wurde am Kreuzungspunkt beider Wasserwege ein Bassin angelegt, das anfänglich als Paddington Broadwater bekannt war. In der Mitte des Bassins befindet sich die kleine Insel Brownings Island, die ihren Namen nach Robert Browning trägt. In der zweiten Hälfte des 19. Jahrhunderts begann schrittweise die Bebauung der am Bassin gelegenen Grundstücke mit Stadtvillen. An einigen Stellen entstanden auch Künstlerateliers, die allerdings in den 1970er-Jahren abgerissen wurden. Heute finden sich an den Ufern der Kanäle zahlreiche Narrowboats, die teilweise dauerhaft als Hausboote bewohnt werden.
Zwischen dem Bassin und der Warwick Avenue liegt die kleine Parkanlage Rembrandt Gardens, die in den 1950er-Jahren konzipiert wurde und bis 1975 den Namen Warwick Avenue Gardens trug.

## Die Maida Vale Studios

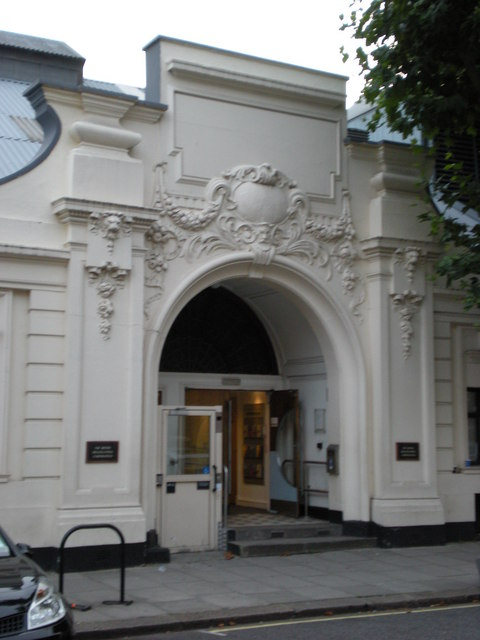
Maida Vale Studios (2008)

In der Delaware Road unterhält die BBC die Maida Vale Studios. Das 1909 errichtete Gebäude wurde zunächst vom Maida Vale Roller Skating Palace and Club genutzt. Seit einem 1933 durchgeführten Umbau, bei dem nur das Portal des ursprünglichen Gebäudes erhalten blieb, hat hier das BBC Symphony Orchestra seinen Sitz. In dem Komplex befindet sich Londons größtes Studio für klassische Musik. Es gibt mehrere Konzertsäle für öffentliche Veranstaltungen; die Aufführungen können aufgezeichnet wie auch live übertragen werden. Neben klassischer Musik entstehen hier auch zeitgenössische Produktionen. Gruppen wie die Beatles, Led Zeppelin, Radiohead und Little Mix traten hier auf und der Diskjockey John Peel produzierte hier bis in die 1990er-Jahre hinein seine auf Radio 1 veröffentlichten Programme.
Im 21. Jahrhundert sind die Maida Vale Studios die ältesten noch genutzten Räumlichkeiten der BBC. Der Sender beabsichtigt, die asbestbelasteten Anlagen spätestens 2023 zugunsten eines Neubaus im Olympiapark zu schließen. Die Entscheidung wurde von britischen Künstlern kritisch aufgenommen.

## Bekannte Bewohner Maida Vales (Auswahl)
- David Ben-Gurion (1886–1973), erster Ministerpräsident Israels, lebte zeitweise in Maida Vale
- Björk (* 1965), isländische Sängerin, lebte in den 1990er- und frühen 2000er-Jahren in Maida Vale
- Richard Branson (* 1950), britischer Unternehmer, hat ein Hausboot in Little Venice
- Joan Collins (* 1933), britische Schauspielerin, wuchs in Maida Vale auf
- Eva Green (* 1980), Schauspielerin, lebt zeitweise in Maida Vale
- Alec Guinness (1914–2000), britischer Schauspieler, wurde in Maida Vale geboren
- John Davidson (1857–1909), schottischer Schriftsteller
- Thomas Mayne Reid (1818–1883), britischer Schriftsteller
- Mstislav Rostropovich (1927–2007), Cellist, lebte zeitweise in Maida Vale
- Alan Turing (1912–1954), britischer Informatiker

## Maida Vale im Film
- Die Geschichte von Alfred Hitchcocks Thriller Bei Anruf Mord (1954) ist in Maida Vale angesiedelt. Allerdings zeigt der Film keine Außenaufnahmen des Stadtteils.
- Einige Außenaufnahmen zum Spielfilm Georgy Girl (1966) wurden am Regent’s Canal und an der Maida Avenue gedreht.
- Einige Szenen des Spielfilms Paddington (2014) wurden in Maida Vale gedreht. Auch die Metrostation Maida Vale ist im Film zu sehen. Sie trägt darin die fiktive Bezeichnung „Westbourn Oak“.
- Einige Szenen des Films Die Mumie (2017) wurden in einem Pub in Maida Vale aufgenommen.